# Beatriz de Bobadilla
Beatriz de Bobadilla, född 1440, död 1511, var en spansk hovfunktionär. Hon var hovdam, förtrogen gunstling och rådgivare till drottning Isabella I av Kastilien. 